# Натальїн Дмитро Кирилович
Натальїн Дмитро Кирилович — Член Другої Малоросійської колегії (1764—1776 рр.) в Глухові, колезький радник (1764)

## Служба в Глухові
Д.Натальїн був призначений членом Другої Малоросійської колегії дещо пізніше від перших посадовців — 16 грудня 1764 року за клопотанням призначеного малоросійським генерал-губернатором Петра Олександровича Рум'янцева.

## Депутат до імператриці
Малоросійська колегія обрала Д. Натальїна депутатом до Комісії для складання проекту нового «Уложения» — зводу законодавчих актів Російської імперії, що проходив в 1767—1774 роках за ініціативи російської імператриці Катерини ІІ.
Депутат прибув до Москви з відповідним наказом, який базувався на меморандумі київського генерал-губернатора, запропонованим ще в 1765 році.
В наказі передбачався поділ Малоросійської колегії на департаменти: військовий, фінансовий та юридичний, а також створення провінцій у залежності від густоти населення, реорганізація чиновницького апарату та козацького війська, козацькій старшині (яка мала значний вплив в адміністрації) пропонувався статус російського дворянства та земства.
Він брав участь в роботі комісії «Про розмноження народу, землеробство, домоустрій та ін.»